# Église du Saint-Sacrement de Lyon
Pour les articles homonymes, voir Église du Saint-Sacrement.
L'église du Saint-Sacrement est une église catholique située dans le 3e arrondissement de Lyon.

## Historique

### Construction

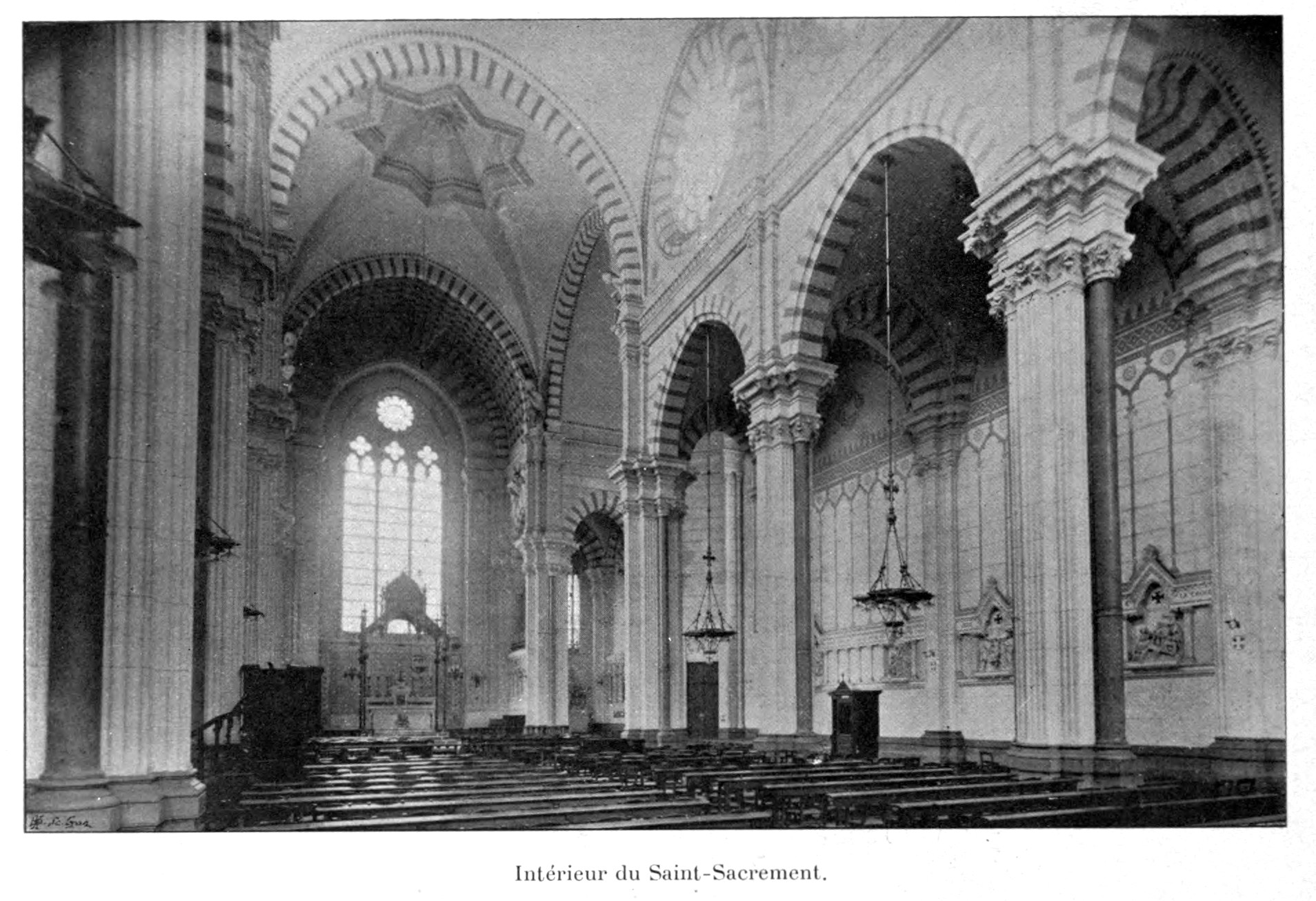
La nef de l'église du Saint-Sacrement en 1908.

Le 20 août 1874, Mgr Ginoulhiac propose au curé de l'Immaculée-Conception de créer une nouvelle paroisse, dotée d'une église neuve, dans le quartier dit alors « de la Guillotière » (aujourd'hui, on parle plutôt pour ce quartier de « La Part-Dieu »). Le quartier abrite alors une population ouvrière très pauvre, comptant de nombreux taudis. L'archevêque compte confier la nouvelle paroisse au curé Pierre Bridet.
Une première église provisoire est d'abord construite entre le 11 mars et le 3 octobre 1875, à l'angle des rues Boileau (actuelle rue André Philip) et des Moines (actuelle rue Étienne Dolet). C'est une grande salle rectangulaire aux murs de mâchefer, soutenue par des piliers de bois.
La première pierre de l'église définitive est posée en 1899. La construction démarre réellement en 1905 pour se terminer en 1920, sous la conduite de l'architecte Louis Sainte-Marie Perrin.

### Occupation
À partir du 8 décembre 2023, de nombreux sans-abri, principalement des migrants mineurs isolés, logés sous tente dans le square Pierre-Marie-Perrin situé devant l'église depuis des mois, sont accueillis dans l'église par la paroisse. Le diocèse de Lyon choisit de maintenir cet accueil, tout en déplorant les conditions inadaptées de l'hébergement d'urgence, notamment en matière sanitaire. Le culte est maintenu dans l'église, notamment pour les célébrations de Noël, pour lesquelles les occupants provisoires de l'édifice sont invités à participer avec les paroissiens,,.
L'occupation prend fin en janvier 2024, la ville de Lyon prenant en charge l'hébergement de 140 jeunes dans le gymnase Gabriel Rosset situé dans le septième arrondissement, et le diocèse complétant cette prise en charge par l'ouverture d'une trentaine de places à Lyon et à Dardilly. Toutefois, la commune, estimant que son action est du ressort de l'État, a préalablement déposé un recours contre ce dernier en octobre 2023.

## Description
L'église est en forme de croix latine, à trois nefs, et mélange les styles Néo-gothique et Néo-byzantin. Les vitraux de l'église sont réalisés par Georges Décôte (1870-1951).

Architecture et décoration de l'église
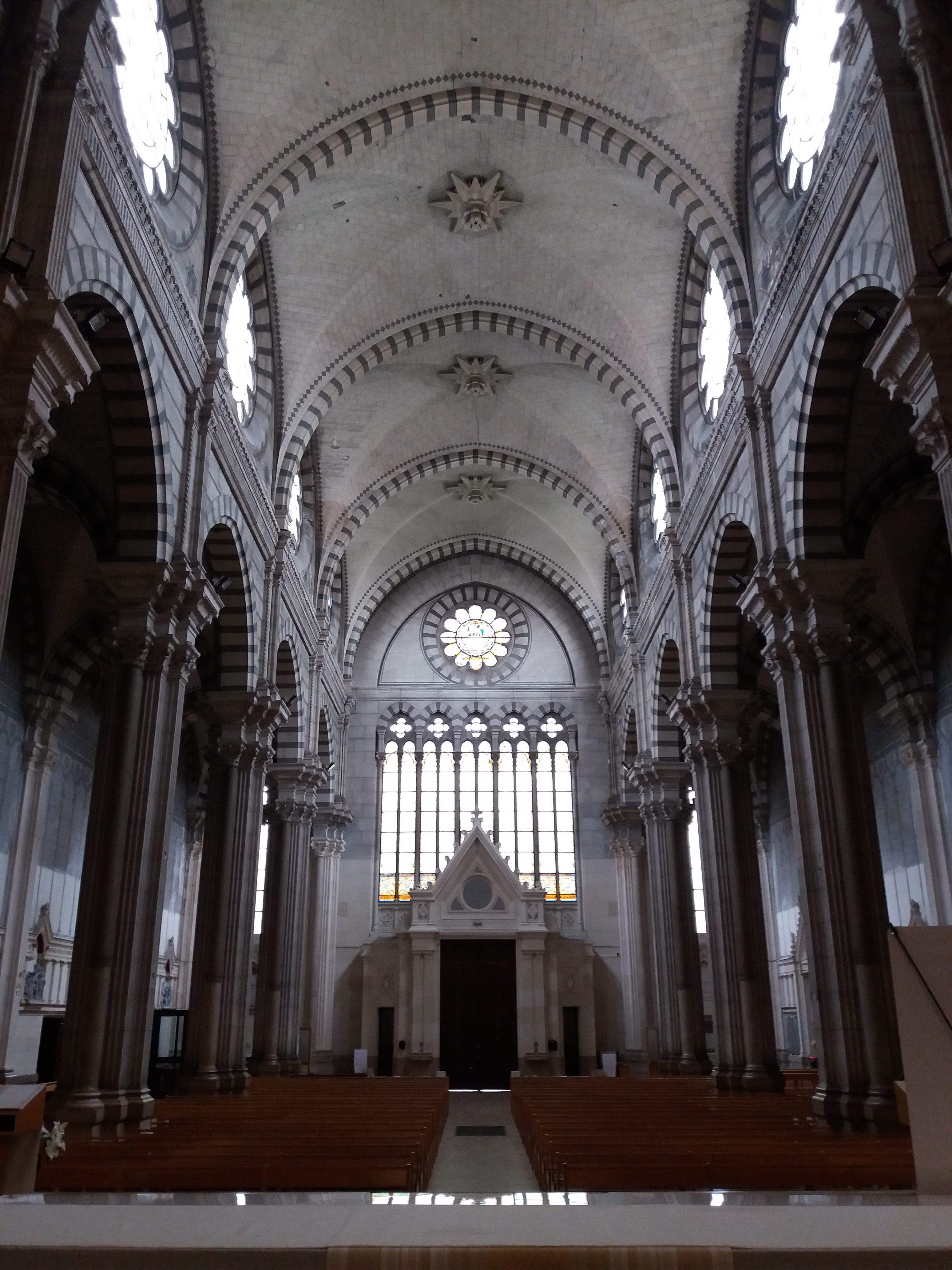
La nef de l'église, vue de puis le chœur vers la façade.
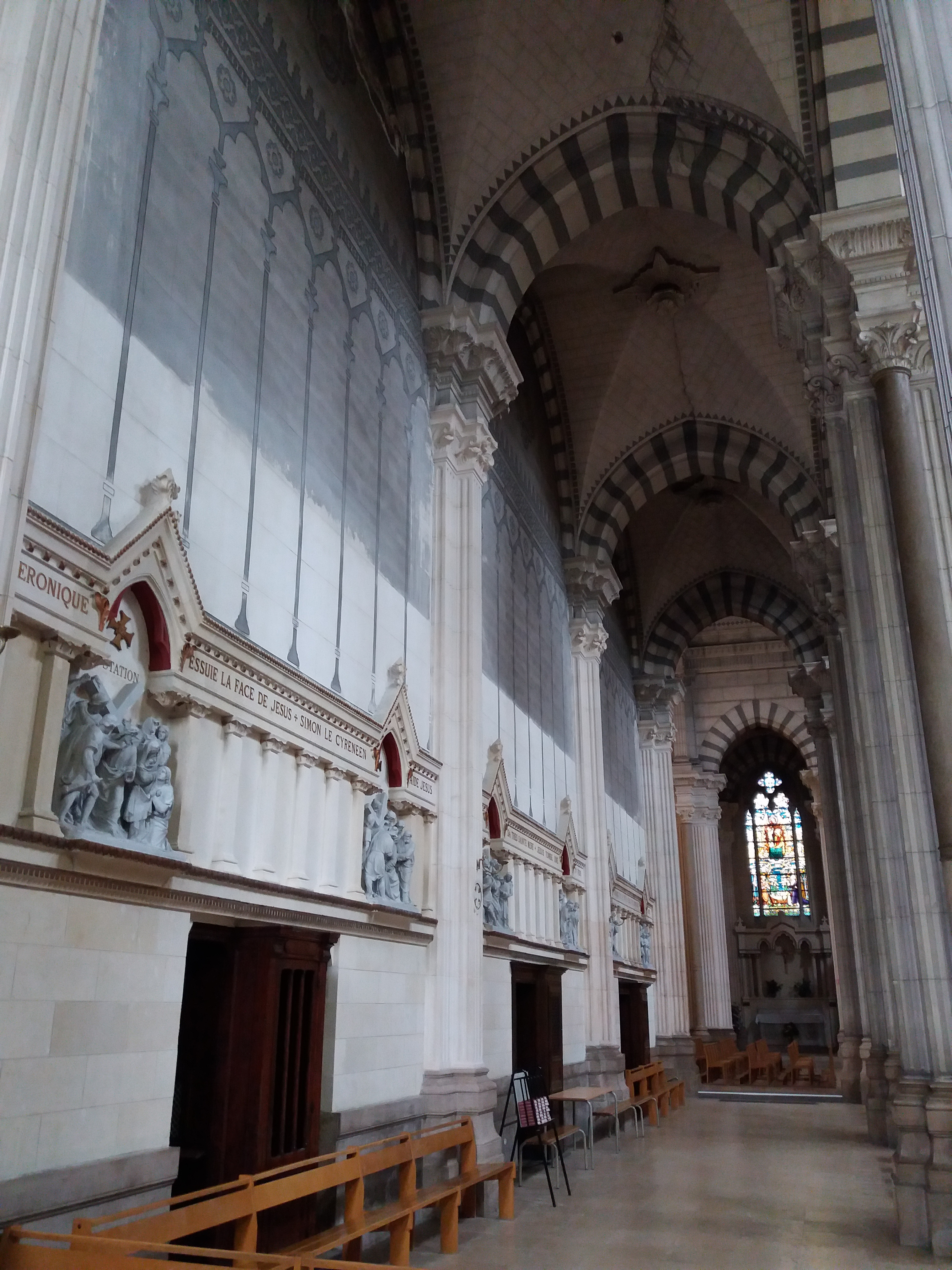
Le bas-côté gauche de la nef, sur lequel est visible une partie du chemin de croix.
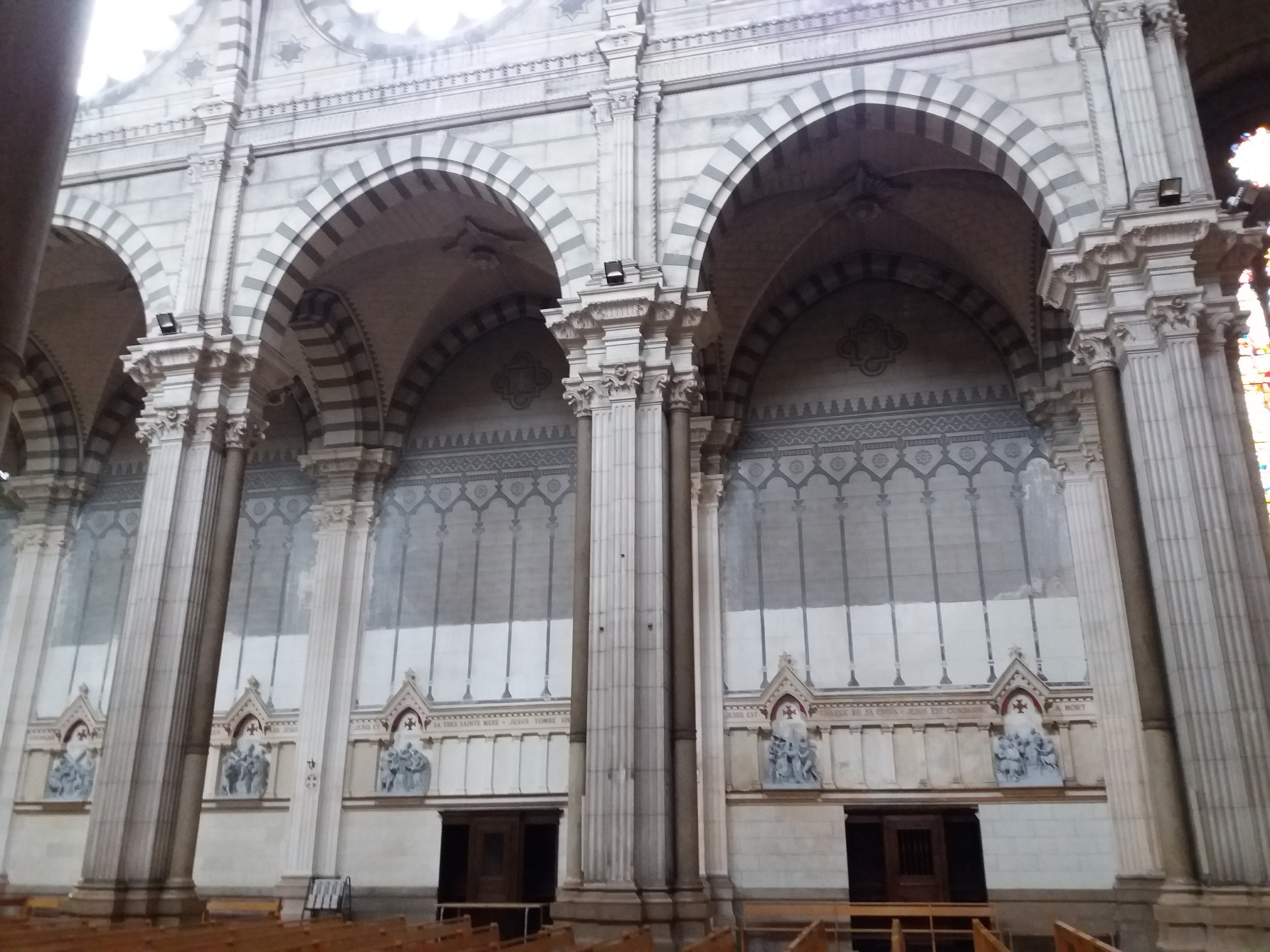
Le bas-côté et le chemin de croix vus depuis la nef.
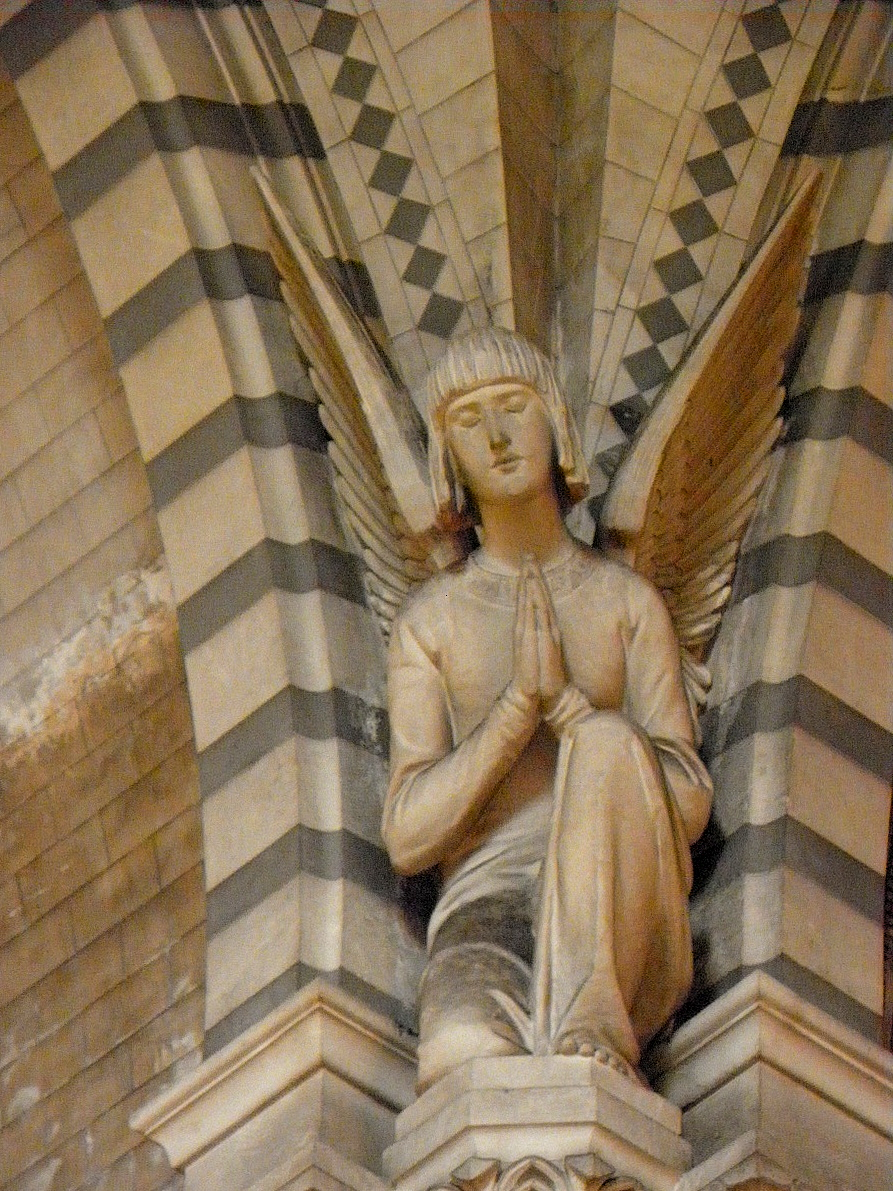
Une des statues de l’église.
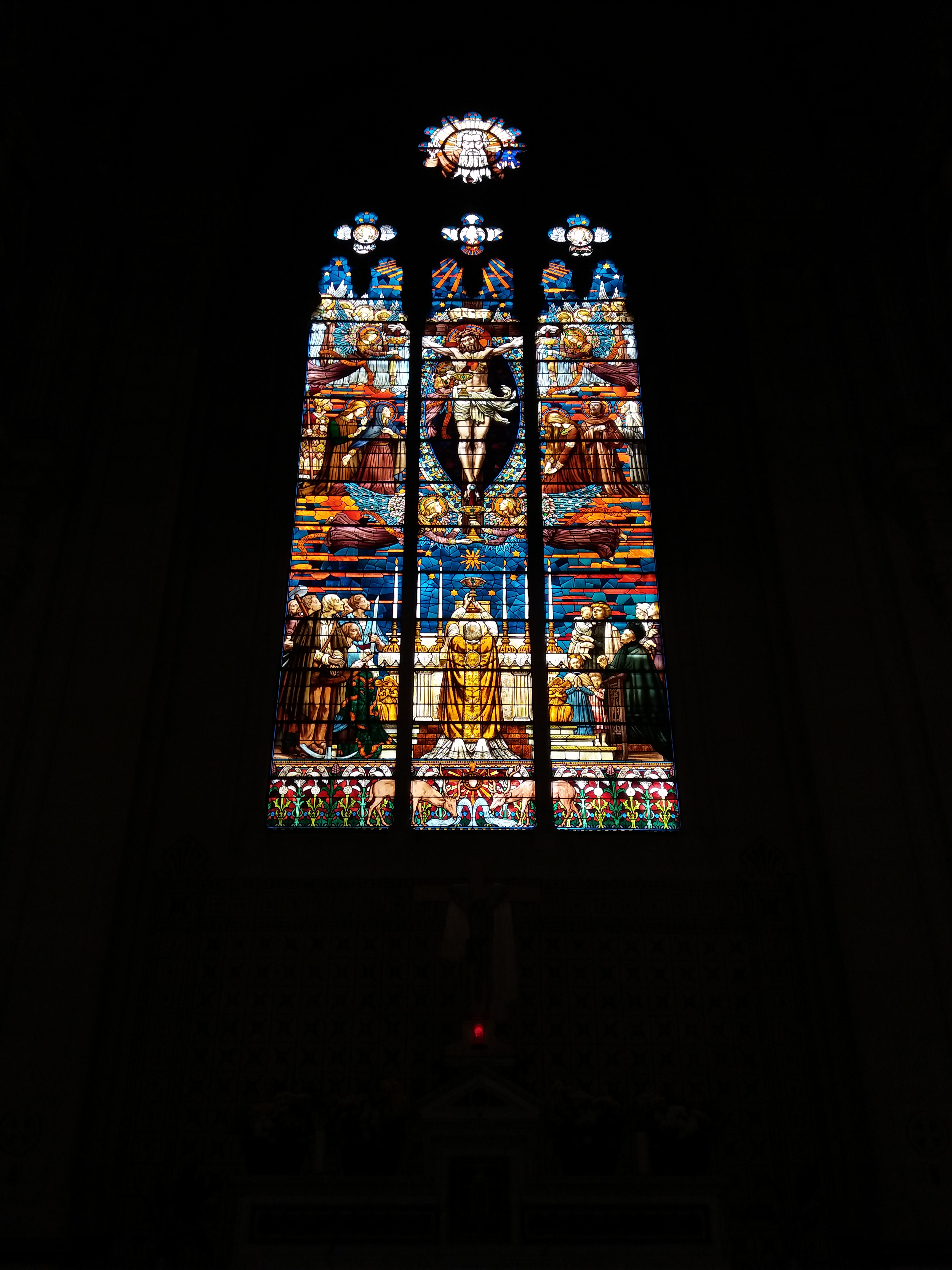
Vitrail central de l'abside, montrant le Christ crucifié surplombant la consécration durant une eucharistie.